# Nokia E71
Pour les articles homonymes, voir E71.
Le Nokia E71 est un smartphone commercialisé le 7 juillet 2008 en France.
Dans la gamme des terminaux professionnels de Nokia, le E71 remplace le Nokia E61i auquel il apporte un certain nombre d'évolutions telles que, notamment, un format plus compact, une puce A-GPS ou encore un capteur photo amélioré.
Le téléphone a un prix encore haut dans le marché de l'occasion.

## Caractéristiques
- Clavier AZERTY ou QWERTY
- Processeur : ARM11 FreeScale à 369 MHz
- APN 3,2 Mpx
- Batterie Li - Polymer, 1500 mAh
- Écran TFT 320 × 240 pixels
- Vidéo : VGA (640 × 480), 22 images par seconde 
  - Video Playback
  - MPEG4, 3GPP, RealVideo 7, RealVideo 8, RealVideo 9, RealVideo 10, H.263, Flash Video
- Music Player
  - MP3, AAC, AAC+, eAAC+, WMA, WAV, RA
- FM Radio
  - FM Radio with RDS, Visual radio
- OS Symbian S60 9.2
- Internet WAP 2.0, S60 OSS Browser
- USB microUSB
- Wi-Fi 802.11b/802.11g
- Bluetooth 2.0, Stereo Bluetooth, Norme A2DP